# Ironman 70.3 Busselton
Der Ironman 70.3 Western Australia ist eine seit 2011 jährlich stattfindende Triathlon-Sportveranstaltung der Ironman-70.3-Serie in Busselton im australischen Bundesstaat Western Australia.

## Organisation
Weltweit werden von der World Triathlon Corporation (kurz WTC) jährlich über fünfzig Rennen über die Distanz 1,9 km Schwimmen, 90 km Radfahren und 21,1 km Laufen vergeben. Aus der Gesamtdistanz von 70,3 Meilen bei einem leitet sich der Name ab.

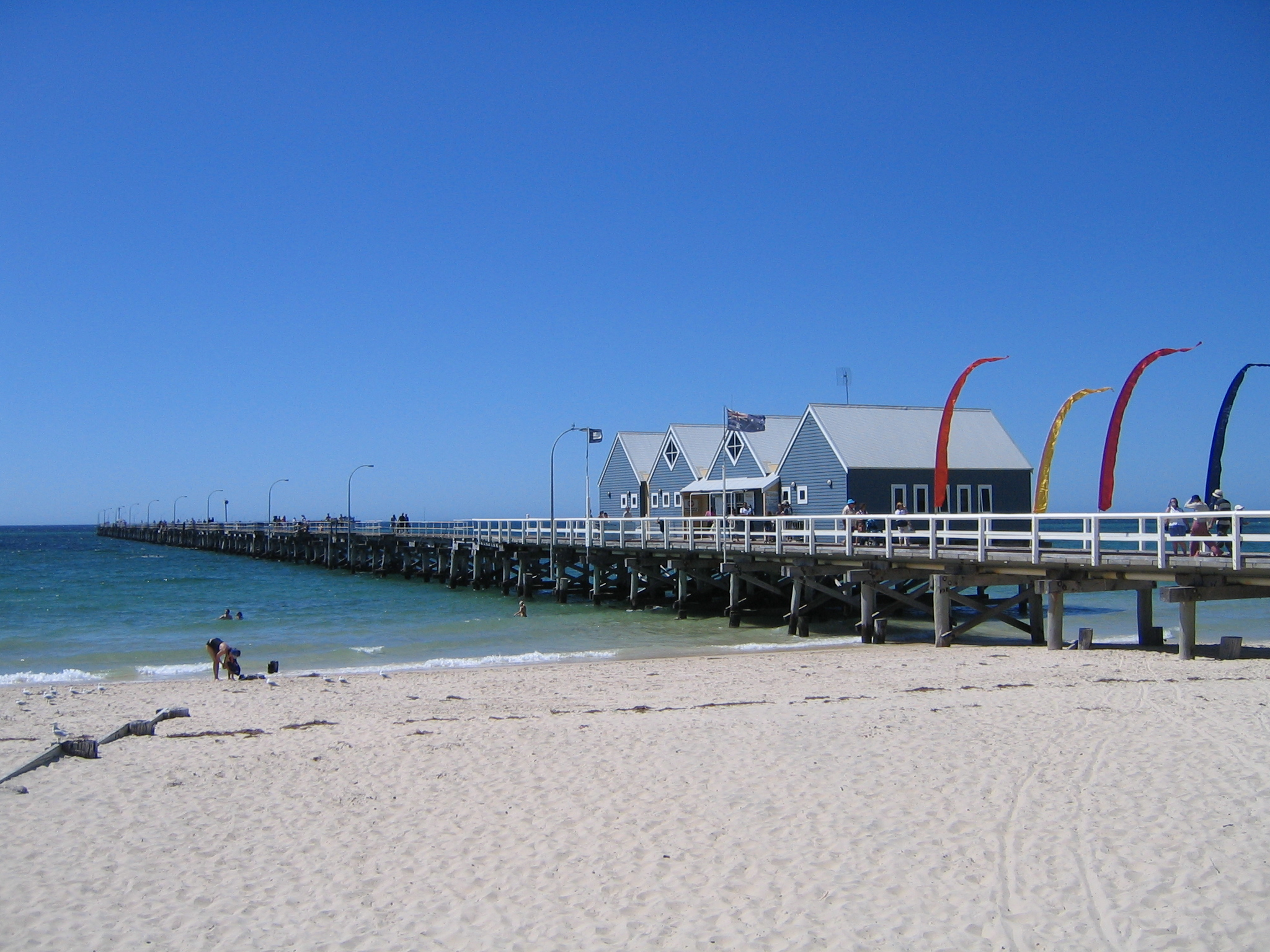
Der „Busselton Jetty“ – ein Landungssteg mit 1841 Meter Länge

Die Starter können sich hier für einen Startplatz bei der Ironman 70.3 World Championship qualifizieren. Die Erstaustragung des Ironman 70.3 Busselton war am 7. Mai 2011.
Das Rennen musste 2018 aufgrund des schlechten Wetters kurzfristig als Duathlon ausgetragen werden und die 1,9 Schwimmkilometer wurden durch drei Laufkilometer ersetzt.
Neben dem Ironman 70.3 Busselton wird hier in Busselton seit 2004 auch jährlich im Dezember der Ironman Western Australia ausgetragen. Für 2022 wurde keine Verlängerung angekündigt.

### Streckenrekorde
- Der Australier Craig Alexander hält hier seit 2016 den Streckenrekord mit seiner Siegerzeit von 3:42:59 h.
- Auch seine Landsfrau Annabel Luxford setzte hier 2016 mit 4:12:34 h eine neue Bestmarke für die Zeit bei den Frauen.[3]

## Siegerliste

### Ironman 70.3 Busselton
| Datum/Jahr    | Männer               | Männer          | Männer          | Frauen                   | Frauen                | Frauen            |
| Datum/Jahr    | Erster Platz         | Zweiter Platz   | Dritter Platz   | Erster Platz             | Zweiter Platz         | Dritter Platz     |
| ------------- | -------------------- | --------------- | --------------- | ------------------------ | --------------------- | ----------------- |
| 7. Dez. 2025  |                      |                 |                 |                          |                       |                   |
| 1. Dez. 2024  | Gregory Barnaby      | Jamie Riddle    | Marc Dubrick    | Marta Sánchez            | Anna Bergsten         | Lotte Wilms       |
| 1. Mai 2021   | Brett Johnson -2-    | Alex Stuart     | Kevin Mcewan    | Tully Woodland           | Fiona Whelan          | Siobhan Mccloskey |
| 17. Okt. 2020 | Brett Johnson        | Mark Oakshott   | Alex Stuart     | Ann Brinkamp             | Siobhan Mccloskey     | Manue Hooper-Bue  |
| 4. Mai 2019   | Craig Alexander -2-  | Mike Philips    | Matt Burton     | Felicity Sheedy-Ryan -3- | Rebecca Clarke        | Emily Loughnan    |
| 6. Mai 2018 * | Terenzo Bozzone -2-  | Callum Millward | Craig Alexander | Liz Blatchford           | Annelise Jefferies    | Lisa Tyack        |
| 7. Mai 2017   | Dan Wilson           | Craig Alexander | Ryan Fisher     | Katey Gibb               | Jacqueline Thistleton | Kerry Morris      |
| 1. Mai 2016   | Craig Alexander (SR) | Mitchell Robins | Callum Millward | Annabel Luxford (SR)     | Leah Lassche          | Katey Gibb        |
| 2. Mai 2015   | Terenzo Bozzone      | James Cunnama   | Matt White      | Felicity Sheedy-Ryan -2- | Liz Blatchford        | Katey Gibb        |
| 3. Mai 2014   | Tim Van Berkel -2-   | Alex Reithmeir  | Sam Appleton    | Kate Bevilaqua           | Rebecca Hoschke       | Katy Duffield     |
| 11. Mai 2013  | Brad Kahlefeldt      | Tim Reed        | James Hodge     | Rachel Smith             | Liz Blatchford        | Kate Bevilaqua    |
| 5. Mai 2012   | James Hodge          | Matt White      | Callum Millward | Felicity Sheedy-Ryan     | Kate Bevilaqua        | Lisa Marangon     |
| 7. Mai 2011   | Tim Van Berkel       | Matt White      | Tim Reed        | Joanna Lawn              | Felicity Sheedy-Ryan  | Rebekah Keat      |

 * Austragung 2018 auf verkürztem Kurs als Duathlon

### Busselton Half Ironman
Bis 2010 wurde an diesem Ort vor der Ironman-Zertifizierung bereits siebenmal der Busselton Half Ironman ausgetragen.
| Datum/Jahr  | Männer                   | Männer            | Männer            | Frauen            | Frauen           | Frauen           |
| Datum/Jahr  | Erster Platz             | Zweiter Platz     | Dritter Platz     | Erster Platz      | Zweiter Platz    | Dritter Platz    |
| ----------- | ------------------------ | ----------------- | ----------------- | ----------------- | ---------------- | ---------------- |
| 1. Mai 2010 | Luke Jarrod McKenzie -2- | Tim Reed          | Tim Van Berkel    | Lisa Marangon -2- | Kate Bevilaqua   | Katrina Mercer   |
| 2. Mai 2009 | Luke Jarrod McKenzie     |                   | Courtney Ogden    | Charlotte Paul    |                  | Nicole Ward      |
| 2008        | Pete Jacobs -4-          | Peter Loveridge   | Mitchell Anderson | Rebekah Keat      | Claire Goldsmith | Charlotte Paul   |
| 2007        | Pete Jacobs -3-          | Peter Loveridge   | David Meade       | Lisa Marangon     | Claire Goldsmith | Georgina Hagan   |
| 2006        | Pete Jacobs -2-          | Mitchell Anderson | Tom Jepson        | Angela Milne      | Joanne Bennett   | Claire Goldsmith |
| 2005        | Pete Jacobs              | Justin Granger    | Tim Van Berkel    | Belinda Granger   | Angela Milne     | Kirra Rankin     |
| 2004        | Courtney Ogden           |                   |                   |                   |                  |                  |